# Son Fornés
El jaciment arqueològic de Son Fornés, ocasionalment anomenat Son Forners, és un dels més importants de la prehistòria balear. Es troba a la localitat de Montuïri, al bell mig del Pla de Mallorca, en una antiga possessió, la qual li dona nom.

## La possessió
L'origen de la possessió, de son Fornés o son Forners, podria ser una antiga alqueria musulmana. Les altres explotacions veïnes han estat tradicionalment Galiana, can Calussa, son Berenguer, son Picornell i les Donades. La família Fornés/rs es dedicava a la mercaderia i apareix ja a la talla de 1512. Al cadastre de 1656 era valorada en 6.000 lliures. Els estims de 1685 ja parlen de son Fornés, i el 1669 era propietat de Joan Antich de Llorac. El 1718 Joan Miquel Antich de Llorac fa hereva a la seva esposa Coloma Barceló. El 1839 sembla que la possessió havia estat establida i eren propietaris la família Pont i Vich.

## Jaciment

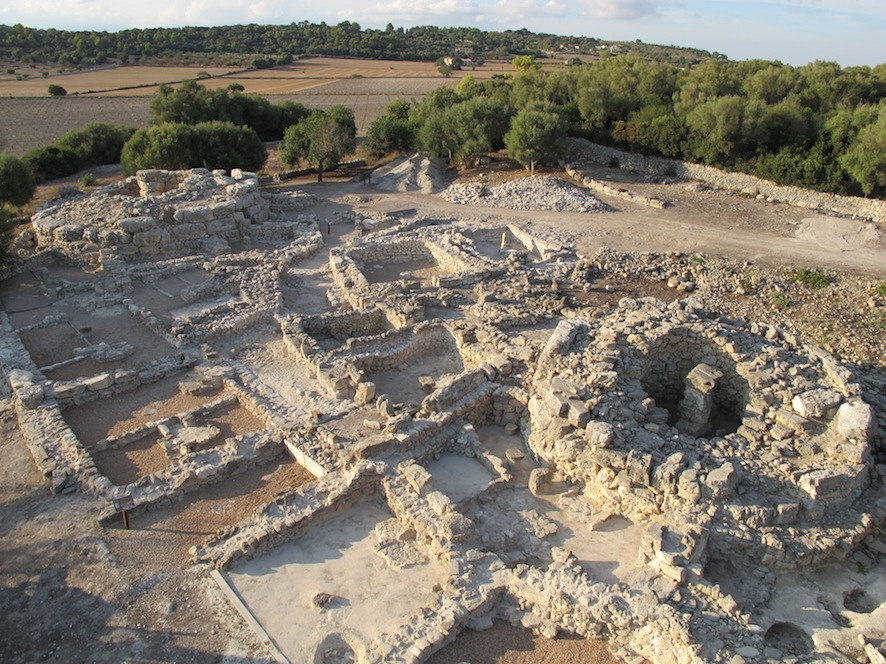
Àrea central de Son Fornés. Excavada fins al 2011.

El jaciment de Son Fornés es troba al nord-est del terme municipal, vora el km 4 de la carretera que uneix Montuïri amb Pina, en una petita elevació del Pla de Mallorca. Aquesta es trobava envoltada d'aiguamolls fins a l'inici de la seva dessecació, per a dur a terme conreus intensius de cereals, possiblement a partir de l'ocupació islàmica de l'illa. L'any 1966 fou declarat Monument Històric Artístic pel Decret núm. 2563 del 10 d'octubre com a conjunt arqueològic. Actualment gaudeix de la figura jurídica de Bé d'Interès Cultural. L'any 2001 fou adquirit per la municipalitat, i actualment es troba gestionat pel Museu Arqueològic de Son Fornés. També rep ajudes puntuals per al seu manteniment i subvencions, atorgades pel Consell de Mallorca, per a realitzar treballs de camp. Els treballs de camp s'iniciaren l'any 1975 i han perdurat fins a l'actualitat, amb un total de 14 campanyes d'excavació i tres intervencions de consolidació i restauració de murs i estructures.

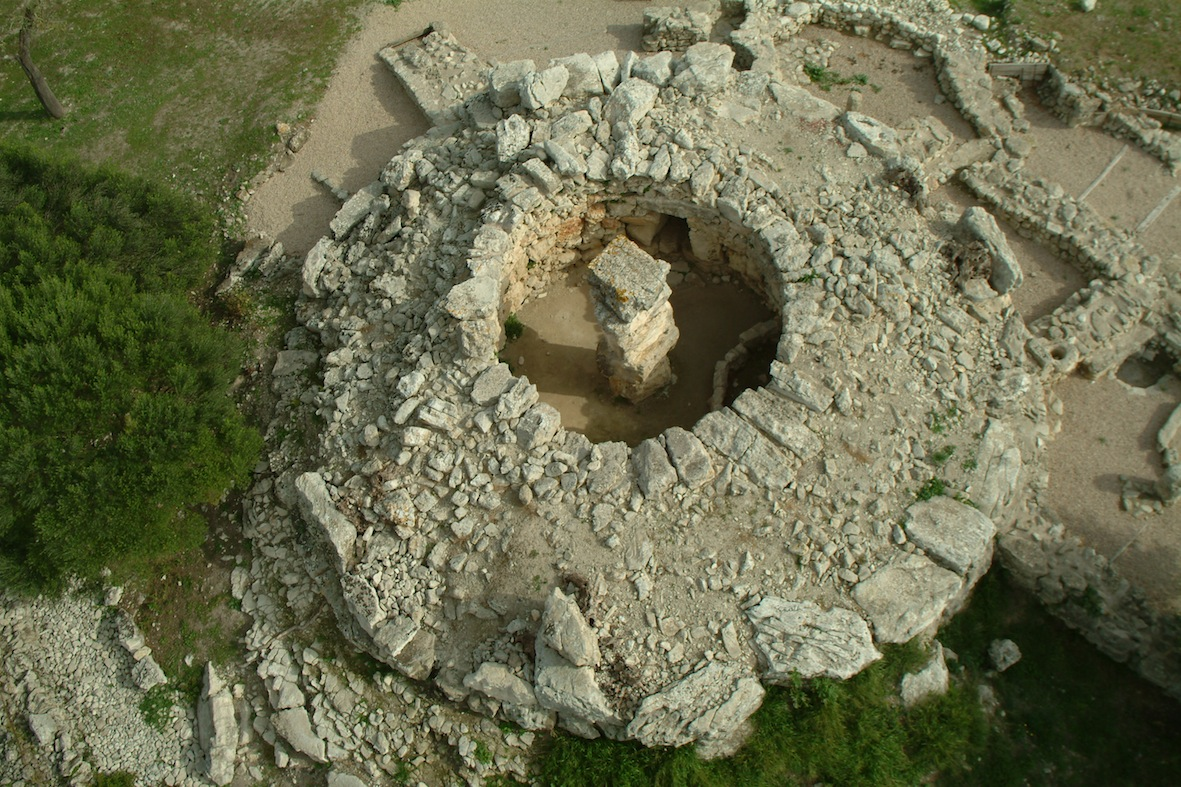
Vista aèria del Talaiot 1.

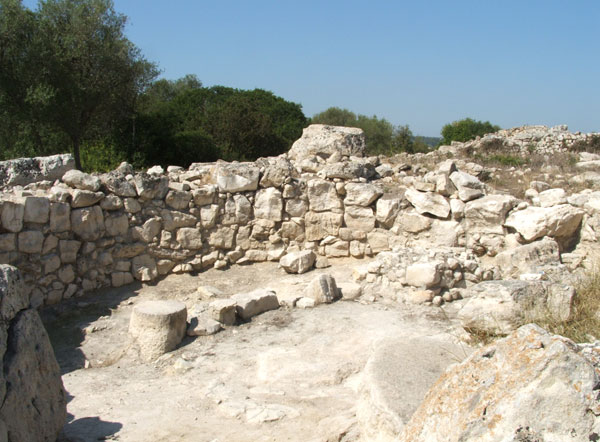
Talaiot 3 de Son Fornés

### Història de les excavacions
La primera campanya d'excavacions es realitzà l'any 1975, sota la direcció de Vicenç Llull. Actualment la direcció científica recau en el Grup de Recerca d'Arqueoecologia Social Mediterrània (Grup de Recerca Consolidat) impulsor del projecte de recerca ASOME, des de la Universitat Autònoma de Barcelona. Un cop iniciades les excavacions, aquestes se succeïren de forma regular al llarg dels anys 70 i 80 del segle xx. Durant la dècada dels 90 romangueren aturades, degut a la indefinició de l'administració autonòmica en l'assumpció de competències, referents a cultura. Al llarg d'aquest període l'equip de recerca traslladà la seva atenció als jaciments de Carritx, La Cova des Mussol, Ses Aritges i Ses Arenes de Baix, tots ells a Menorca i al jaciment de Gatas (Almeria), amb la fita d'assolir els objectius de l'ASOME. En finalitzar aquest període de paràlisi s'inaugurà el Museu Arqueològic de Son Fornés, l'any 2001. Des de llavors, s'han realitzat set campanyes d'excavació i tres de restauració i consolidació de les restes.

## Periodització del jaciment
Son Fornés és un jaciment plurifàsic que comprèn el període talaiòtic fins al període clàssic-romà. Tot i documentar-se restes altmedievals i islàmiques, aquestes són de caràcter aïllat i no es troben articulades dins d'estructures constructives, tipus cases, edificis públics o comunitàris.

### Primera època: Període talaiòtic (900-550 a.n.e)
El període talaiòtic ve marcat per l'aparició dels talaiots, torres ciclopies de caràcter comunitari, al voltant dels quals girava la vida d'aquestes comunitats. Aquests edificis aparegueren en un moment de canvis, en finalitzar el primer mil·lenni abans de la nostra era (a.n.e) a les illes de Mallorca i Menorca. A la primera de les illes trobem documentats prop de 500 jaciments amb talaiots i a Menorca ronden els 300, configurant un paisatge únic al món.
Les societats que varen construir els talaiots es caracteritzen, segons els estudis realitzats a Son Fornés, per ser societats amb una forta economia ramadera complementada pel cultiu de cereals i lleguminoses. L'activitat agropecuària es podria haver complementat amb la recol·lecció estacional de tota mena de plantes que podem trobar a la rodalia del jaciment, i que creixen en diferents períodes de l'any, les quals han estat documentades a les excavacions en forma de pol·len, carbons i llavors.
Un altre tret que les caracteritza és el seu alt grau d'igualitarisme i autosuficiència. Si veiem els materials documentats a Son Fornés, podem observar que tots ells, excepte els metalls, els podem trobar als voltants del mateix poblat.
Trobem tres talaiots, un dels quals, el Talaiot 1, és considerat el més gran de Mallorca, amb un diàmetre màxim de 17 m. Entre els Talaiots 1 i 2 es construí una muralla que fou l'eix central on s'adossaren bona part de les cases del poblat. Pel que fa al Talaiot 3 hi ha poques dades referents a aquest període. Actualment falta excavar bona part de la seva perifèria, la qual pot aportar dades sobre la seva connexió amb la resta del poblat.

#### Talaiot 1
El trobem al costat nord-oest del jaciment. És un edifici turriforme de doble parament amb reble. El parament extern està format per grans blocs de pedra calcària, col·locats de forma paral·lepídepa. El parament intern, de blocs de menor mida, conforma un aparell poligonal, on es troba encabit un gran rebost. Tots dos paraments van ser construïts amb la tècnica de paret seca. Al centre de l'edifici trobem una gran columna amb cinc grans blocs de pedra, que arriben a fer una altura aproximada de 4 metres, la funció de la qual era la de sostenir el sòtil. Aquesta columna es troba col·locada al centre d'una cambra, a la que s'accedeix mitjançant un corredor, orientat al sud-est, el qual fa una llargària de 5 metres. Aquesta cambra, amb un diàmetre màxim de 6,6 m, fou utilitzada com a espai per a fer tasques d'esquarterament dels grans mamífers de la comunitat, com ara els bovins i els súids, les porcions dels quals es distribuïen entre les diferents cases del poblat.

#### Talaiot 2
Se situa al centre del jaciment, a uns vint-i-vuit metres del primer talaiot. Es tracta d'un edifici de dimensions més reduïdes que el primer, amb uns 12 metres de diàmetre màxim i una cambra amb 4,2 m de diàmetre. A diferència del Talaiot 1, el seu accés se situaria al sostre de l'edifici, on es trobaria un forat per poder descendir-hi a través d'una escala helicoïdal.
En aquest espai es va documentar una vaixella ceràmica, única per al jaciment i per al període, que estaria relacionada amb la celebració de cerimònies o encontres polítics, on es prendrien les decisions cabdals per al funcionament i la resolució de conflictes produïts, al si de la comunitat o amb poblacions veïnes.

#### Talaiot 3

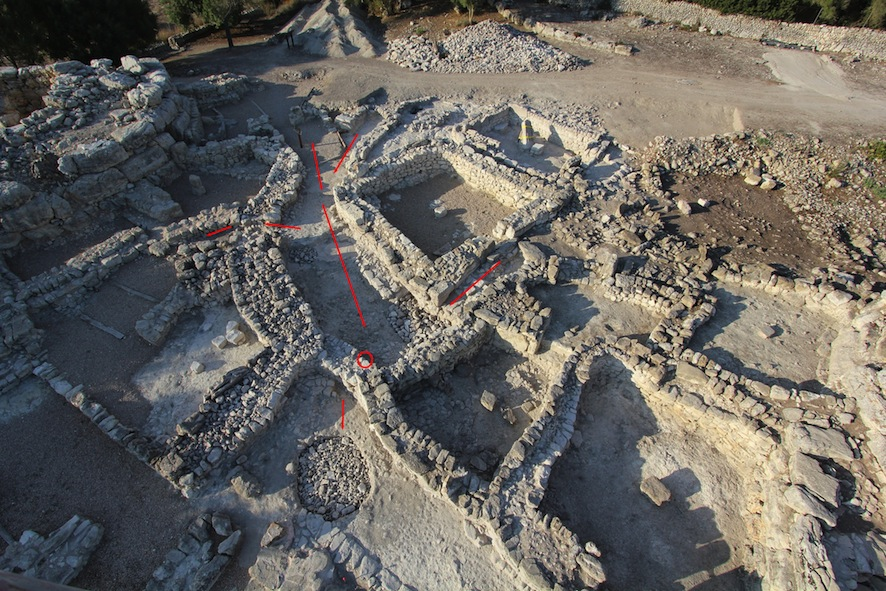
Sistema de carrerons i recollida d'aigües

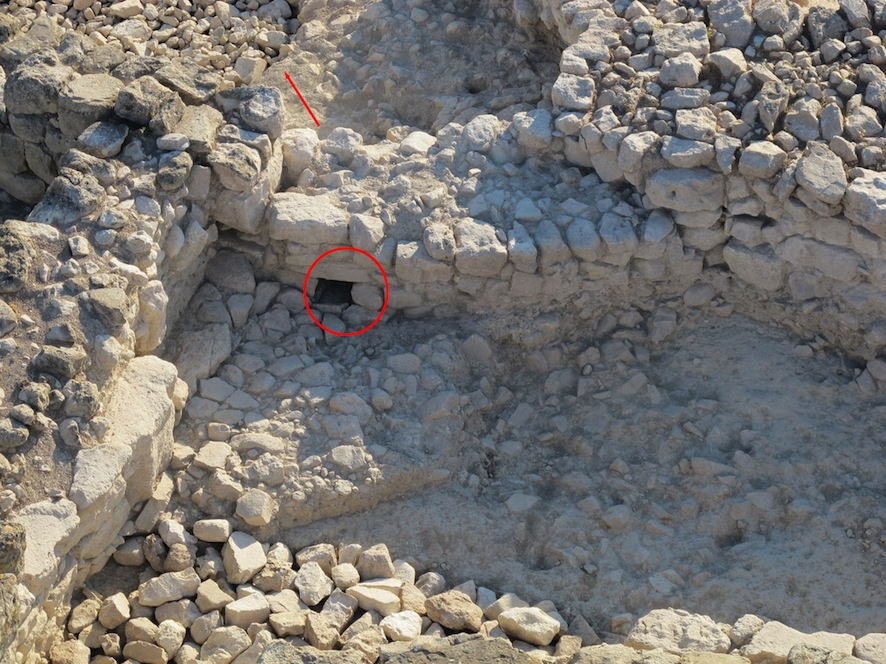
Estructura pluvial

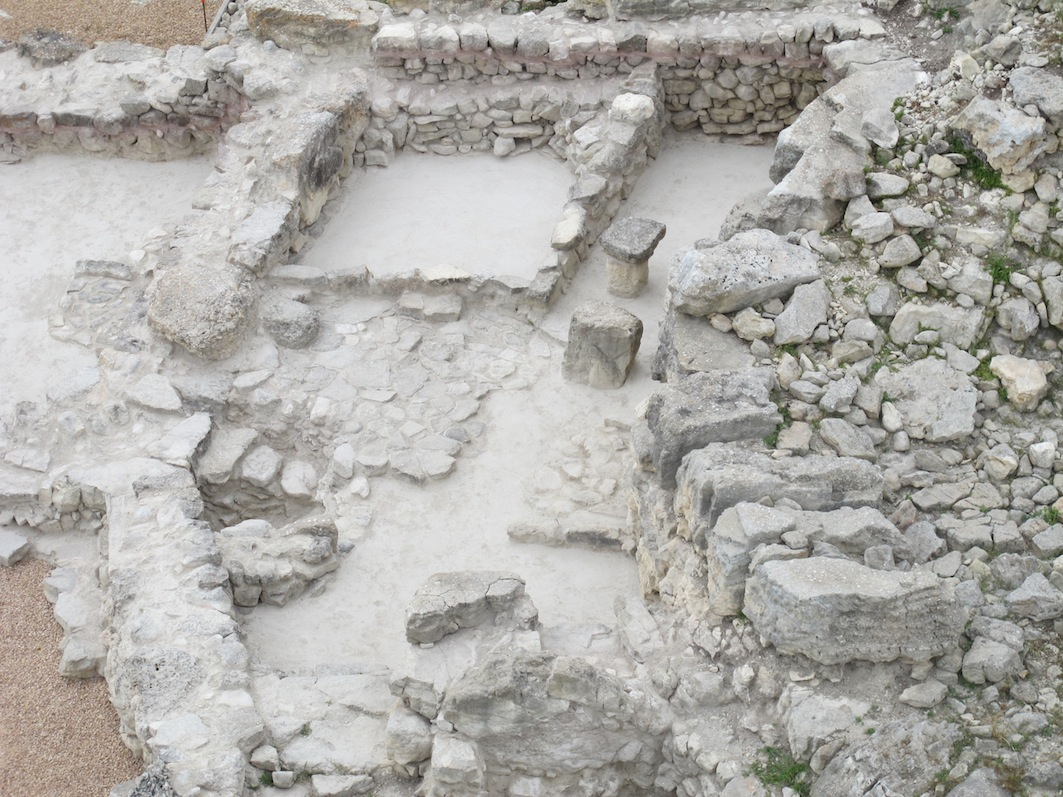
Casa Posttalaiòtica 1, adossada al Talaiot 2

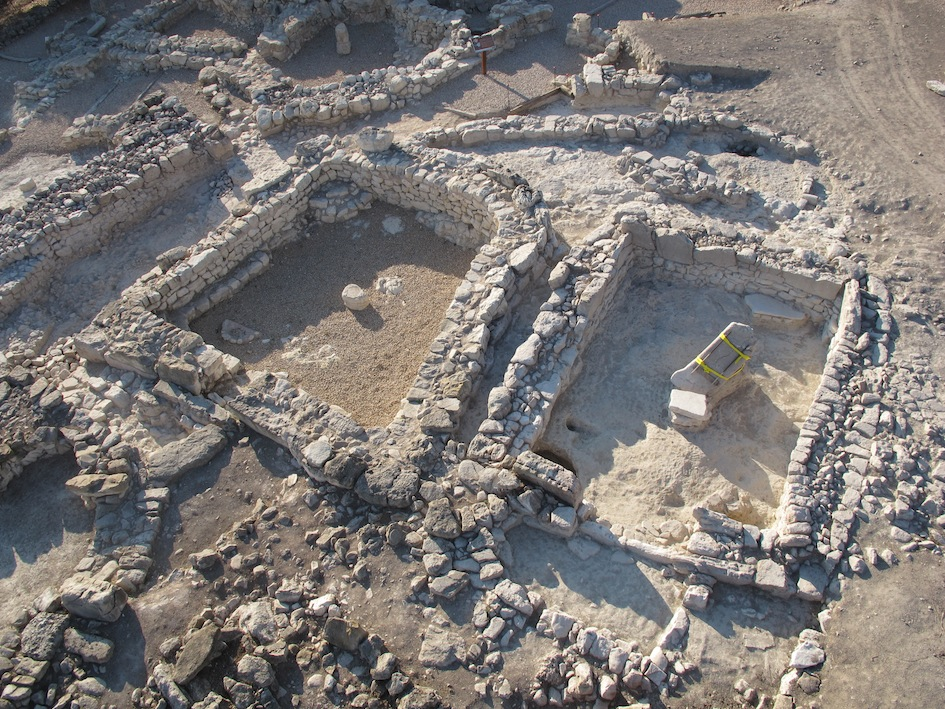
Conjunt de santuaris clàssics, del s. 2 a.n.e

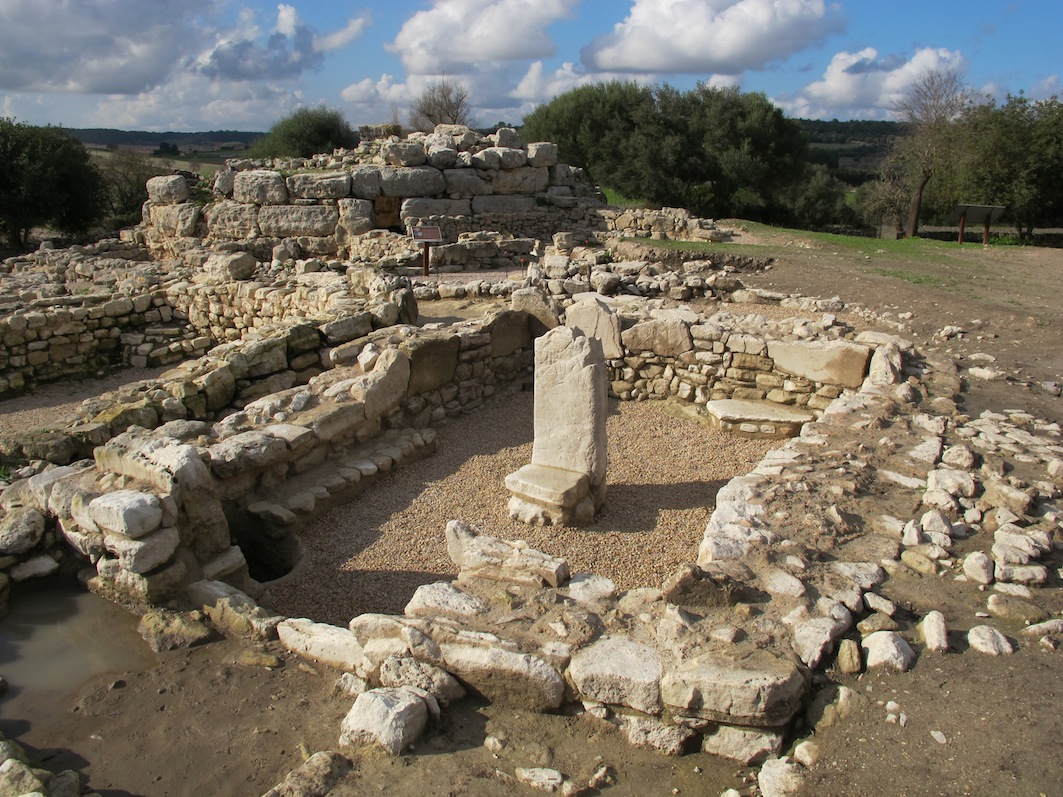
Vista frontal, amb el Talaiot 1 de fons.

Està ubicat a la zona més oriental del poblat. D'aquest edifici se sap molt poc, ja que fou remodelat en períodes posteriors. Pel que fa a l'estructura original es pot dir que va ser un edifici de dimensions similars al Talaiot 1, però amb un parament més estret, degut a l'absència de cambra, com la documentada al primer talaiot.

#### Conjunt de Cases
Al poblat hi ha 6 cases que es poden dividir en dues tipologies: 
Les cases amb una morfologia que tendeix a la rectangularitat. Aquestes es troben adossades a la muralla que uneix els talaiots 1 i 2.
Les cases amb una morfologia arronyonada. Es troben adossades als esmentats talaiots, i en un dels casos dón accés al primer talaiot.
Totes elles tenen una superfície hàbil d'entre 35 i 45 m2, on es realitzaven múltiples feines com: l'esquarterament dels ovicaprins, l'elaboració de farina i altres tasques de manteniment pròpies d'una unitat domèstica; com són l'elaboració de recipients ceràmics o la confecció de vestimenta, que en aquest cas seria elaborada amb pells. Fet evidenciat tant per la manca d'estris per a teixir, com per la presència de punxons per a poder cosir pells. Un altre element clau en la composició de les cases són els dipòsits d'aigua, ja sigui excavats a terra o en forma de recipients ceràmics, les anomenades olles pithoides.
Si observem els eixovars documentats, ja siguin ceràmics, lítics o ossis i les dades de consum, tot fa pensar que no existien desigualtats socials entre les diferents unitats familiars. Com se citava abans, les matèries primeres per a realitzar tots els estris necessaris per al manteniment de la vida, fan pensar en Son Fornés com una comunitat autosuficient i igualitària.

### Segona època: Període Posttalaiòtic o Balear (550- 250 a.n.e)
Aquest període apareix en un moment de canvis a tota la mediterrània, on les grans ciutats estat d'Orient s'anaven expandint cap a Occident, fins a arribar a les balears, amb la fundació d'Ebussus al 654 a.n.e, per part dels púnics, afinats a Cartago, a l'actual Tunísia. Possiblement aquest fet i l'aparició de contradiccions al si de les societats talaiòtiques produïren uns canvis radicals a la manera de concebre el món i es donà pas a unes noves societats, on els talaiots desaparegueren com a edificis vertebradors de la vida quotidiana.
Després d'aquesta destrucció generalitzada a Mallorca i Menorca aparegué una nova societat, caracteritzada per noves formes de fer i de veure el món, on la figura del foner balear es va anar consolidant a mesura que a la mediterrània s'anaven succeint conflictes, entre les diferents potències emergents. Els balears lluitaren en favor de Cartago, primer en el marc de les guerres que aquests mantingueren contra les colònies de la Magna Grècia i més tard contra Roma, en el marc de les Guerres Púniques.
Després de la destrucció de Son Fornés aparegué un nou poblat amb tres grans àrees:
Zona G. Situada a la zona més alta del terreny, on s'edificà una torre, a partir del qual es construí un habitatge i una murada que envoltà un nou poblat. Actualment aquesta àrea del jaciment es troba molt poc excavada i, per tant, les dades que hi ha documentades, tot i ser de cabdal importància, són minses.
Talaiot 3. Aquest adquirí una nova funció comunitària. L'accés fou totalment remodelat i el parament intern patí una reforma parcial, donant a l'edifici una forma de ferradura. Aquesta tipologia d'edifici és atribuïda als santuaris mallorquins d'aquest període. A banda de la morfologia de l'edifici, aquest també compta amb una sèrie d'estructures i restes atribuïbles a edificis supra-domèstics com són: un petit altar central, estructures auxiliars que afavoririen l'ús de líquids i restes de grans mamífers. Tots ells, elements vinculats a libacions i rituals on el consum de vi i el sacrifici de bous serien elements centrals de l'activitat que en ell s'hi practicà.
Zona central del jaciment, compresa entre els Talaiots 1 i 2, on aparegué un nou poblat entre les runes talaiòtiques. Aquest es vertebrà entorn de dos edificis públics: els Santuaris 1 i 2 (S1 i S2), ubicats enmig d'un entramat de carrers, el primer de la Prehistòria Mallorquina, el qual comptà amb un sistema de recollida de les aigües pluvials. Al voltant d'aquests petits carrers trobem una sèrie de tallers d'obradors, on el veïnat desenvolupà diferents tasques d'artesania com la forja o la producció terrissera local.

### Tercera època: Període clàssic/romà (250 a.n.e - 100 d.n.e)
Aquest període està fortament marcat, en primera instància per la influència púnica exercida des d'Eivissa, i en segona per l'expansió de Roma cap a Occident.
Les Balears, sota l'òrbita de Cartago i Eivissa intervingueren en les tres Guerres Púniques, on els foners balears participaren de forma decidida.
En el cas de Son Fornés es veu com es produeix un canvi en la materialitat apareguda a les excavacions. Al llarg dels segles iii i primera meitat del II a.n.e hi ha una elevada presència de restes púnic-ebussitanes, amb una forta arribada d'àmfores vinàries i vaixella associada a aquestes. A mitjans del s. II a.ne., Cartago fou vençuda definitivament en el marc de la Tercera Guerra Púnica i sotmesa a Roma de la mà de Publi Corneli Escipió Emilià. Un cop derrotada Cartago, l'hegemonia de Roma es consolidà per tota la mediterrània, i amb aquesta els seus comerciants, els quals dugueren les seves mercaderies a l'arxipèlag i a Son Fornés. Però fou amb la conquesta oficial de les Illes Balears, protagonitzada per Quint Cecili Metel l'any 123 a.n.e, que les illes quedaren definitivament sotmeses al poder romà.
El poblat de Son Fornés se segueix transformant i consolidant, a partir dels canvis ocorreguts en el període posttalaiòtic, i la zona central d'aquest, al voltant dels santuaris S1 i S2, es reafirma com a centre econòmic. Aquest barri, i coincidint amb la fi de la III Guerra Púnica fou totalment remodelat, com també els seus santuaris, on ja es troben materials d'ascendència romana, com les àmfores greco-itàliques, les Dressel 1 o les ceràmiques de vernís negre, procedents de la Campània.
Amb l'entrada al nou mil·lenni, el que era un poblat cabdal en el marc del món rural del Pla de Mallorca, fou abandonat de forma progressiva, possiblement per la consolidació d'una nova societat, urbana, com era la romana, que establí dues grans ciutats a Pol·lència (l'actual Alcúdia) i Palma. El seu abandonament definitiu se situa a finals del s. I d.n.e (de la nostra era)

### Quarta època: Període Medieval (ss V- XII d.n.e)
A partir del segle II d.n.e i fins a la Conquesta Catalana de l'illa, podem dir que Son Fornés és un lloc de pas, és a dir un espai freqüentat en èpoques bizantina i islàmica, però de les quals no ens ha quedat cap resta arquitectònica, tot i que si hi ha presència d'objectes de gran vàlua com una Ataifor, del període almoràvit, procedent del sud-est peninsular.